# قشلاق سیدلر ساری قویی حسین
قشلاق سیدلر ساری قویی حسین یک روستا در ایران است که در استان اردبیل واقع شده‌است.